# Großsteingrab Zuchau
Das Großsteingrab Zuchau war eine jungsteinzeitliche megalithische Grabanlage in Zuchau, einem Ortsteil von Barby im Salzlandkreis, Sachsen-Anhalt. Es wurde im späten 19. oder frühen 20. Jahrhundert zerstört.

## Forschungsgeschichte
Das Grab wurde 1881 von C. Dietze unter Anwesenheit von Friedrich Klopfleisch untersucht. Zu diesem Zeitpunkt war es bereits stark zerstört. Die Ergebnisse der Grabung wurden erst 1964 von Gotthard Neumann publiziert.

## Beschreibung
Die Anlage besaß eine Hügelschüttung, in der sich abseits des Zentrums die Grabkammer befand. Diese war nordnordwest-südsüdöstlich orientiert und hatte eine Länge von mehr als 5 m, eine Breite von 2 m und eine Höhe von 1,5 m. Sie war aus Granit-Findlingen errichtet und besaß jeweils drei Wandsteine an den Lang- und je einen Endstein (einer vor- und einer zwischengesetzt) an den Schmalseiten. Die vermutlich vier Decksteine waren bei der Ausgrabung bereits abgetragen. Da kein Zugang zur Kammer festgestellt werden konnte, dürfte sie als zugangsloser Großdolmen anzusprechen sein.
Eine kulturelle Zuweisung der Anlage ist nicht möglich, da bei der Ausgrabung weder Bestattungen noch Grabbeigaben gefunden wurden. Neben dem Großsteingrab wurde innerhalb der Hügelschüttung noch eine Nachbestattung aus der Bronzezeit entdeckt.